# Племінна справа
Племінна́ (генети́чна) спра́ва — система зоотехнічних, селекційних та організаційно-господарських заходів, спрямованих на поліпшення племінних і продуктивних якостей тварин. Ведення племінної справи зумовлене потребою забезпечення природної чистоти тварин та виведення високопродуктивних порід.